# Joel Berti
Joel Berti (* 17. Dezember 1971) ist ein US-amerikanischer Schauspieler, Schauspiellehrer und Fotograf.

## Leben
Berti ist der Bruder von Chiara Jude Berti (* 1977 in New York City), die durch das Mitwirken in 23 Episoden des US-amerikanischen Fernsehformats Big Brother einem breiten Publikum bekannt wurde.
Er verkörperte 1997 und 2000 jeweils in einer Episode die Rolle des Donny Lynch in der Fernsehserie Pacific Blue – Die Strandpolizei. 2006 stellte er in der Fernsehserie Fashion House in insgesamt 38 Episoden die Rolle des William Chandler dar. 2012 war er in der Fernsehserie Zeit der Sehnsucht in drei Episoden zu sehen. 2016 war er der Schauspiellehrer für Lady Gaga für ihre Rolle der The Countess / Scáthach in American Horror Story. Für ihre Leistungen wurde sie im selben Jahr mit dem Golden Globe Award ausgezeichnet. Seit Mitte der 2010er Jahre wirkt Berti überwiegend in Kurzfilmen und Low-Budget-Filmen mit.

## Filmografie (Auswahl)
- 1994: Notfall in den Rocky Mountains (Search and Rescue) (Fernsehfilm)
- 1994: California College – Hochzeit in Las Vegas (Saved by the Bell: Wedding in Las Vegas) (Fernsehfilm)
- 1995: California Dreams (Fernsehserie, Episode 4x01)
- 1997: Auf schlimmer und ewig (Unhappily Ever After) (Fernsehserie, Episode 3x15)
- 1997: Social Studies (Fernsehserie)
- 1997: USA High (Fernsehserie, Episode 1x04)
- 1997: Pacific Blue – Die Strandpolizei (Pacific Blue) (Fernsehserie, Episode 3x08)
- 1997–1998: Palm Beach-Duo (Fernsehserie, 2 Episoden, verschiedene Rollen)
- 1999: Schatten des Ruhms – Die Michael-Landon-Story (Michael Landon, the Father I Knew) (Fernsehfilm)
- 1999: Rude Awakening – Nur für Erwachsene! (Rude Awakening) (Fernsehserie, Episode 2x09)
- 1999: Martial Law – Der Karate-Cop (Martial Law) (Fernsehserie, Episode 2x09)
- 2000: Pacific Blue – Die Strandpolizei (Pacific Blue) (Fernsehserie, Episode 5x14)
- 2000: Pensacola – Flügel aus Stahl (Pensacola: Wings of Gold) (Fernsehserie, Episode 3x19)
- 2000: Ein Hauch von Himmel (Touched By An Angel) (Fernsehserie, Episode 7x02)
- 2001: Inside the Osmonds (Fernsehfilm)
- 2002: Friends (Fernsehserie, Episode 8x14)
- 2003: Jack Woody (Kurzfilm)
- 2003: Fish Without a Bicycle
- 2006: Fashion House (Fernsehserie, 38 Episoden)
- 2007: Beer Friday (Kurzfilm)
- 2008: The Apostles (Fernsehfilm)
- 2010: Desire and Deceit (Fernsehserie)
- 2012: Zeit der Sehnsucht (Days of Our Lives) (Fernsehserie, 3 Episoden)
- 2015: Who Ate My Sandwich? (Kurzfilm)
- 2016: Break-Up Nightmare
- 2016: Shadows of the Dead
- 2016: Brothers in Arms (Kurzfilm)
- 2017: The Wrong Crush (Fernsehfilm)
- 2017: Deadly Sins – Date mit einem Fetisch-Killer (Deadly Expose)
- 2017: The Candle (Kurzfilm)
- 2017: The Wrong Man (Fernsehfilm)
- 2018: Chicago Fire (Fernsehserie, Episode 6x23)
- 2018: Triassic World
- 2018: Frontera
- 2019: Arctic Apocalypse
- 2019: Home Is Where the Killer Is
- 2019: Doctor Death
- 2020: Ruthless Renegade (Fernsehfilm)
- 2020: 1 Night in San Diego
- 2021: Picture Perfect Lies (Fernsehfilm)